# Cidadão Brasileiro
Cidadão Brasileiro é uma telenovela brasileira que foi produzida e exibida pela Record entre 13 de março e 20 de novembro de 2006, com um total de 213 capítulos, substituindo a faixa de telejornais e sendo substutuída por Vidas Opostas. Escrita por Lauro César Muniz, com a colaboração de Rosane Lima e Dora Castellar, foi dirigida por Flávio Colatrello Jr., Fábio Junqueira, João Camargo, Ivan Zettel e Henrique Martins, com direção geral de Colatrello. Foi a 4ª novela exibida pela emissora desde a retomada da dramaturgia em 2004, sendo também a responsável por inaugurar o segundo horário de novelas da emissora, exibida simultaneamente com Prova de Amor. Após estrear às 20h30, a novela foi transferida para às 22h em seu terceiro mês, onde encontrou um nicho ainda inexplorado pela dramaturgia e tornou-se bem sucedida.
Remake disfarçado da novela Escalada, que Lauro César Muniz escreveu para a TV Globo em 1975. O nome do protagonista Antônio Maciel (Gabriel Braga Nunes) é uma fusão de dois personagens do autor: Antônio Dias de Escalada (vivido por Tarcísio Meira) e João Maciel de O Casarão (de 1976, vivido por Paulo Gracindo).  
Com Gabriel Braga Nunes, Lucélia Santos, Palomma Duarte, Carla Regina, Floriano Peixoto, Luíza Tomé, Tuca Andrada e Leonardo Brício nos papéis principais.

## Antecedentes
Muniz, na TV Globo, foi responsável por telenovelas consideravelmente bem-sucedidas, como Escalada, Roda de Fogo e O Salvador da Pátria. Entretanto, após a exibição de Zazá, em 1997, só teriam sido produzidas duas obras de sua autoria - as minisséries Chiquinha Gonzaga e Aquarela do Brasil, em 1999 e 2000, respectivamente - e, desde então, todos as sinopses que o autor apresentava à Direção de Teledramaturgia da emissora eram rejeitadas ou "engavetadas" - e sua insatisfação atingiu o ponto máximo quando ouviu, numa reunião, que a intenção da emissora "era fazer novelas nos moldes mexicanos para exportar mais" - o que ia de encontro com suas ideias de produzir telenovelas que não fossem "simplificadoras" e continuassem fazendo uso dos clichês que se popularizaram na década de 1990.
A TV Globo tentaria ainda oferecer a Muniz a produção de A Imperatriz do Café, que ele ansiava produzir há anos na emissora e cujos direitos haviam sido adquiridos pela atriz Regina Duarte, mas, em abril de 2005, atraído tanto pela proposta financeira quanto pela possibilidade de maior liberdade na condução de seus projetos, foi oficialmente contratado pela Record, e apresentou três sinopses: duas eram tramas contemporâneas, enquanto a terceira era uma releitura de uma produção anterior de sua autoria.

## Produção

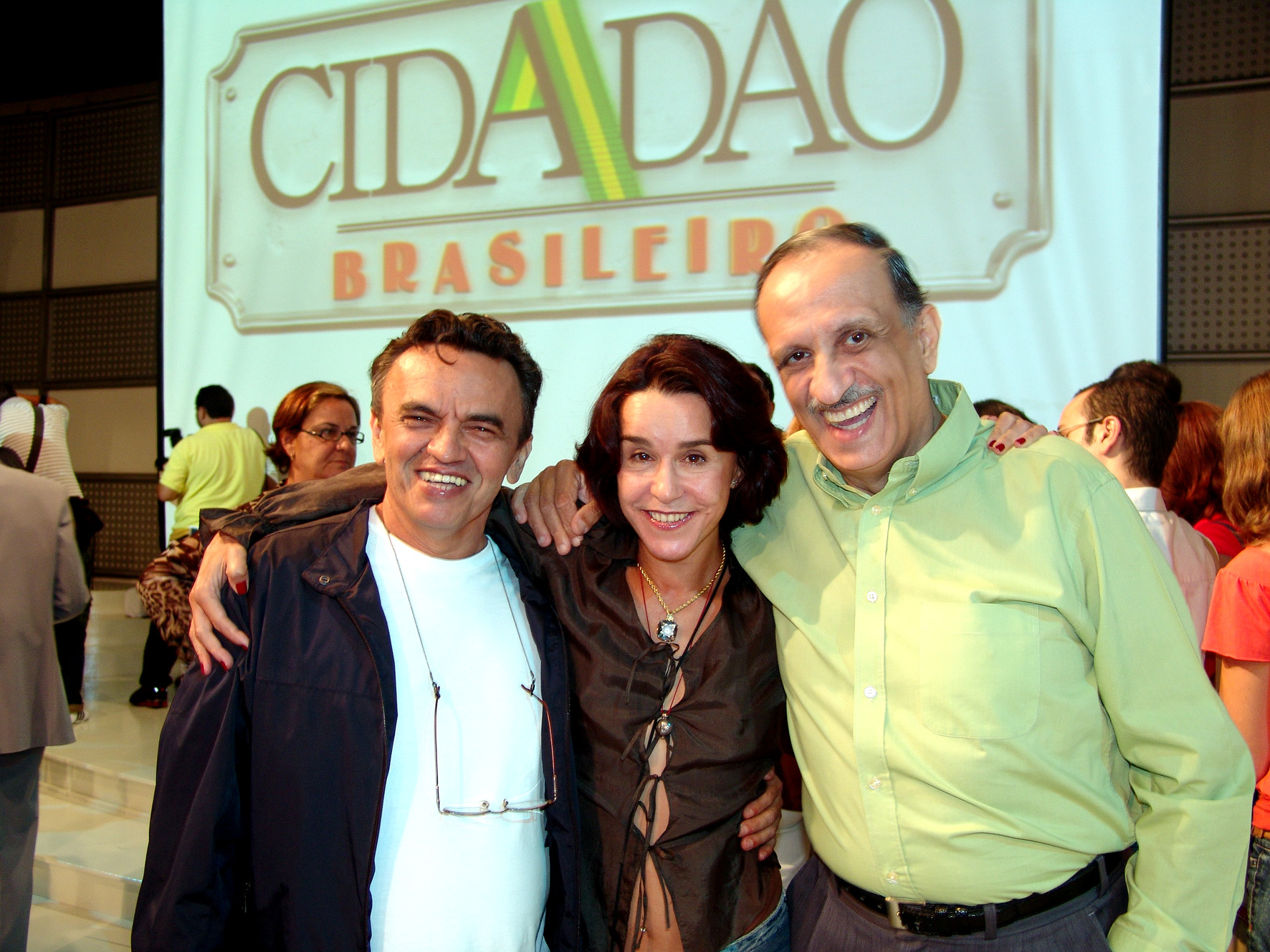
Os atores José Dumont, Lucélia Santos e Bemvindo Sequeira frente ao logo da telenovela.

Com Cidadão Brasileiro, a Record inaugurou um segundo horário de telenovela nacional, após Prova de Amor se mostrar bem-sucedida. Três telenovelas da autoria de Lauro César Muniz - Escalada, O Casarão e Quarenta Anos Depois - têm elementos representados em Cidadão Brasileiro, com o objetivo, na visão do autor, de "resgatar" os ideais difundidos na década de 1970, em que se implementou, na sua visão, "a novela verdadeiramente brasileira". Embora compartilhe de temas semelhantes, em Cidadão Brasileiro Muniz buscou "ter a mesma preocupação de inserir o personagem num universo político-social e não me ater apenas às peripécias que possam prender o telespectador" dessas produções. O próprio nome do protagonista é uma união de "Antônio Dias" (Tarcísio Meira em Escalada) e "João Maciel" (Paulo Gracindo em O Casarão).
A vida do pai de Muniz serviu de base para o enredo da telenovela - da mesma forma que em Escalada. O uso da cidade de Guará como cenário é um reflexo disso, assim como o enredo da primeira fase, em que Antônio enriquece com a produção de algodão e se torna dono do cinema da cinema, até que perde tudo - da mesma forma que ocorreu com o pai de Muniz.
| “ | As novelas atuais não correm risco. Com exceção para a trama de Aguinaldo Silva, Senhora do Destino, o resto não inova. É tudo previsível para que o público aceite a trama da maneira mais fácil. Os personagens são sempre ou do bem ou do mal, não possuem manchas. | ” |

### Escolha do elenco
O papel de Fausta foi inicialmente oferecido à atriz Sônia Braga - que se mostrou interessada na personagem mas não chegou a um acordo com a emissora - e, posteriormente, à Bruna Lombardi, cuja contratação chegou a ser mencionada como algo "praticamente acertado". As propostas de contratação, seja de atores, seja de membros da equipe técnica, foram mantidas em segredo, para evitar um inflacionamento do mercado. O primeiro ator a ser oficialmente anunciado como parte do elenco foi Gabriel Braga Nunes, em outubro de 2005. Até o final do mês seguinte só haviam sido também contratados os atores Tuca Andrada, Palomma Duarte e Francisca Queiroz. A personagem Fausta só teria sua intérprete confirmada no final daquele ano: Lucélia Santos. Na mesma oportunidade, foi noticiada a contratação de vários outros atores. A contratação de Floriano Peixoto, que viria a interpretar Atílio, o maior rival do protagonista na trama, só foi confirmada em 8 de janeiro de 2006, poucos dias antes de terem início as filmagens.
A contratação da equipe técnica representou considerável dificuldade à produção. Tanto Jayme Monjardim quando Ignácio Coqueiro foram convidados a assumir a direção da telenovela, função que acabou por ser assumida por Flávio Colatrello.

### Cidade cenográfica
A Record já possuía, à época, o RecNov, um estúdio destinado à produção de suas telenovelas, de forma similar ao que a TV Globo já fazia nos estúdios Projac. A estrutura, entretanto, ainda não estava totalmente definida. Se em 2010, a emissora anunciava que tinha capacidade de realizar seis produções ao mesmo tempo, em 2005 o estúdio ainda era capaz de filmar apenas uma produção - e as filmagens de Prova de Amor ocupavam todo o estúdio - e as reformas não seriam concluídas em tempo de viabilizar o início das filmagens em outubro, como originalmente previsto. Assim, um terreno com cerca de dez mil metros quadrados foi alugado para se tornar um canteiro de obras fictício, visando retratar a construção de Brasília. Adicionalmente, as cenas em externa foram realizadas numa cidade cenográfica construída em Bragança Paulista para representar uma versão ficcionalizada do município de Guará, e as de estúdios na sede da emissora no bairro Barra Funda em São Paulo.

### Gravações
As filmagens da telenovela tiveram início em janeiro de 2006. Com dois meses de novela no ar, o diretor Flávio Colatrello Jr. afastou-se de Cidadão Brasileiro, por conflito de ideias com a emissora e com Muniz. Disse Muniz:
| “ | "Cidadão Brasileiro" tem um elenco excepcional. Merece todo o nosso carinho, de quem escreve e de quem dirige. Infelizmente, a frente de capítulos, até pouco tempo, era pequena, por causa das chuvas de março e dos excessos de locações. Houve absurda perda de qualidade na direção. Diminuí o número de locações, a frente hoje é maior. Então, se espera um resultado mais condizente com a qualidade de nosso elenco. | ” |

Durante todo o período antecedendo sua saída, foram noticiados conflitos envolvendo Colatrello, seja por causa da iluminação utilizada, seja por causa do comportamento do diretor durante as filmagens ou pelo método que seria utilizado pela envelhecer os personagens durante a segunda fase da produção, gerando boatos de que ele seria destituído da função. Após sua saída, o diretor João Camargo foi convidado a integrar a equipe de direção, e os diretores Fábio Junqueira e Ivan Zettel tiveram suas atribuições aumentadas. Camargo, posteriormente, seria realocado para a equipe de produção da telenovela Alta Estação, sendo substituído pelo ator e diretor Henrique Martins.
A morte da personagem Eleni, que na segunda fase se envolve com a luta armada contra a ditadura militar, foi gravada de forma a coincidir com o início das filmagens da telenovela substituta, Vidas Opostas, na qual a atriz Maytê Piragibe interpretaria a protagonista. O último capítulo da novela foi ao ar na segunda-feira, 20 de novembro, com a substituta estreando na terça. Uma participação em Cidadão Brasileiro foi o último trabalho do ator Jece Valadão, falecido alguns dias depois do fim da novela.

## Enredo
A telenovela conta a trajetória de um homem, da juventude nos anos 50 até a velhice, no início do século XXI. Nascido em 1928, Antônio Maciel, o protagonista, é um homem decidido em uma difícil trajetória de ascensão social, com suas conquistas e fracassos profissionais e com seus conflitos amorosos, envolvendo três mulheres de temperamentos e níveis sociais opostos. Há duas fases distintas - a primeira contando o início profissional do personagem em Guará e na construção de Brasília, abordando as décadas de 1950 e 1960, e a segunda abordando o período da ditadura militar a década de 1970 - e um epílogo, em 2006, em que Antonio, já idoso, revisita sua trajetória. A trama transcorre da seguinte forma:

### Primeira fase: Ascensão
A trama começa quando Antônio Maciel, vendedor de produtos agrícolas, após fazer uma boa venda, perde tudo ao ser roubado por Fausta, uma mulher balzaquiana que o seduz e leva todo o dinheiro que ele havia recebido e deveria entregar ao seu patrão. Desempregado e endividado, Antônio persegue Fausta até chegar ao município de Guará, no interior paulista. Ela pretende aplicar um golpe no principal fazendeiro e líder político da cidade, Atílio, fazendo-se passar por uma representante do governo federal que o ajudará na campanha eleitoral. Antônio, ciente do caráter aproveitador de Fausta, vinga-se e usa-a como trampolim para uma rápida ascensão na cidade. Logo se destaca, faz bons relacionamentos e começa a se firmar, conhecendo as duas mulheres de sua vida: Carolina, moça simples da fazenda, e Luísa, moça sofisticada e fina, educada em São Paulo.
Em Guará, Antônio conhece também o homem cuja amizade se tornaria uma constante por toda a sua vida (e, consequentemente, pelas três fases da produção): Homero, um jornalista sério, dono do jornal "Voz da Liberdade" e de firmes convicções progressistas, que, inicialmente membro do Partido Comunista, começa a confrontar os demais membros do partido por discordar de alguns dos pontos defendidos.
Antônio e Atílio tornam-se rivais, e Antônio se dedica a produção de algodão em Guará. O investimento se mostra bem-sucedido, e ele consegue se estabelecer na cidade. Após enriquecer, compra e reforma o cinema da cidade, onde passar a se apresentar alguns dos maiores artistas da época. O cinema torna Antonio um homem popular o suficiente para se eleger prefeito, superando Atílio. A queda dos preços do algodão, entretanto, acaba desestabilizando Antônio financeiramente. Ele perde tudo e é obrigado a deixar a cidade.
De Guará, ele parte para São Paulo, onde busca recomeçar, casado com Carolina - Luísa não tem coragem de enfrentar as dificuldades e o abandona-o para se casar com Camilo, um estável empresário. Em meados da década de 1950, Brasília começa a ser construída e Antônio vai para o Planalto Central para participar do épico empreendimento, trabalhando para Edouard Gerard, dono da construtora Obradec, e que tem em Antonio seu homem de confiança. Antonio se vê cada vez mais afastado de Carolina, e, enquanto o casamento dos dois fracassa, ele, trabalhando ao lado de um poderoso empreiteiro, consegue uma posição mais estável.

### Segunda fase: 1968 em diante
A construção [de Brasília] é o início da reconstrução da vida do Antônio. É o momento em que ele começa a ressurgir como homem de negócios, a fazer dinheiro de novo e se volta a ser um homem importante

Inaugurada a nova capital, Antônio volta a São Paulo e reencontra Fausta, agora a esposa de um milionário a beira da morte. Fausta apresenta-lhe Otávio e Manuela Gama. Após o falecimento de Otávio, Fausta convence Manuela a entregar a Antônio a gerência dos negócios deixados. Antônio ganha o poder que sempre almejou, mas no processo perde a liberdade que valorizava: Fausta o manipula, o controla. Anos depois de terem se envolvido, Antônio resolve reconquistar Luísa.
Homero volta a se envolver com a política, e se candidata ao cargo de deputado federal. O relacionamento entre Marcelo e Tereza chega ao fim após a morte de Eleni. Tereza se envolve no combate à ditadura militar, e, posteriormente, se torna uma militante e participa da Guerra de Independência de Angola, lutando pelo Movimento Popular de Libertação de Angola, onde morre. Marcelo, após o término do relacionamento, segue com sua carreira de advogado.

### Epílogo: 2006
No último capítulo, Antonio, com 80 anos, em Guará e ao lado de Luísa, faz uma revisão de sua vida. É revelado conseguiu sair das das empresas de Manuela e comprar a construtora Obradec, enriquecendo o suficiente para comprar as terras onde viveu em Guará: a "Fazenda do Casarão", da família de Luísa, e a "Fazenda das Águas", que era do pai de Carolina, Nestor, deixando-a para o filho que teve com Carolina, Toni. Carolina, por sua vez, envelhece sozinha. A filha de Luiza, Dóris, passa a estudar em São Paulo e se reaproxima da mãe.
Enquanto Fausta termina sozinha e falida, Atílio, apesar de também enfrentar problemas financeiros, consegue retomar seu casamento, após mudar-se de Guará para São Paulo e vender suas propriedades para Antonio.

## Elenco
| Ator                | Personagem              |
| ------------------- | ----------------------- |
| Gabriel Braga Nunes | Antônio Maciel          |
| Palomma Duarte      | Luíza Sales Jordão      |
| Carla Regina        | Carolina Castanho       |
| Lucélia Santos      | Fausta Gama / Faustina  |
| Floriano Peixoto    | Atílio Sales Jordão     |
| Tuca Andrada        | Homero Silveira Lopes   |
| Bruno Ferrari       | Marcello Sales Jordão   |
| Luíza Tomé          | Tereza Gava             |
| Leonardo Brício     | Celso Castanho          |
| Mônica Carvalho     | Maura Flores Castanho   |
| Taumaturgo Ferreira | Camilo Góes             |
| Gracindo Júnior     | Nestor Castanho         |
| Maytê Piragibe      | Eleni Gava              |
| Cleyde Yáconis      | Joana Sales Jordão      |
| Cecil Thiré         | Júlio Sales Jordão      |
| Bárbara Bruno       | Cleonice Sales Jordão   |
| Fernanda Muniz      | Laís Sales Jordão       |
| Léa Garcia          | Dadá                    |
| Bemvindo Sequeira   | Alfredo                 |
| José Dumont         | Alcides                 |
| Gilbert Stein       | Edouard Girard          |
| Danni Carlos        | Renée Girard            |
| Françoise Forton    | Manuela Gama            |
| Luís Carlos Miele   | Otávio Gama             |
| Adriana Londoño     | Carmem                  |
| Vanessa Goulart     | Julieta Dias            |
| Thiago Chagas       | Nilo Ramos              |
| Jayme Periard       | Victor Temisoft         |
| Karina Bacchi       | Bruna Mantovani         |
| Fernanda Nobre      | Tatiana Pereira         |
| Ivan de Almeida     | Tião                    |
| Luiza Curvo         | Lívia Pereira           |
| Kito Junqueira      | Laércio Rocha           |
| Milhem Cortaz       | Américo Pereira         |
| Valter Santos       | Delegado Décio Leão     |
| Etty Fraser         | Mariazinha              |
| Sônia Guedes        | Maria                   |
| André Valli         | Gasosa                  |
| Gustavo Haddad      | Agnaldo                 |
| Camila Guebur       | Cristina                |
| Xando Graça         | Toc Toc                 |
| Suzana Alves        | Josefa Rocha (Zezé)     |
| Blota Filho         | Dr. Cássio              |
| Mário César Camargo | Walter                  |
| Ticiane Pinheiro    | Cláudia                 |
| Ricardo Vasconcelos | Sala                    |
| Walley Waetge       | Ernani                  |
| Gabriel Gracindo    | Caio                    |
| Dani Bavoso         | Enfª. Sônia             |
| Ana Clara Duarte    | Dóris Sales Jordão Goés |
| Rafael Formenton    | Antônio Castanho Maciel |

### Participações especiais
| Ator/Atriz          | Personagem           |
| ------------------- | -------------------- |
| Rubens Caribé       | Emílio Castanho      |
| Alexandre Barros    | Gustavo Gama         |
| Gustavo Rodrigues   | Daniel               |
| Jece Valadão        | Senador Duarte Costa |
| José Roberto Jardim | João                 |
| Rafael Primot       | Vavá                 |
| Maurício Machado    | Henrique             |
| Fernando Sampaio    | Beto                 |
| Marcos Cezana       | Pereira              |
| José Ornellas       | Irineu               |
| Gabriel Mota        | Toninho (adulto)     |
| Thais Sima          | Dóris (adulta)       |

## Exibição
Inicialmente prevista para ser exibida às 22h, Cidadão Brasileiro estreou às 20h30. Em seu segundo mês, porém, foi transferida para as 22h para fugir da concorrência da "novela das oito" da TV Globo, onde conseguiu estabelecer-se ao encontrar um nicho de horário ainda não explorado pela dramaturgia dos demais canais. A trama foi responsável por inaugurar o segundo horário de novelas da Record.

### Reprises
Foi reprisada pela primeira vez de 9 de abril de 2014 até 27 de janeiro de 2015 em 213 capítulos às 17h15 pela RFTV, pertencente ao Grupo Record, substituindo Essas Mulheres.
Foi reprisada pela segunda vez pelo mesmo canal de 9 de março de 2020 até 8 de janeiro de 2021 em 220 capítulos às 14h, sendo substituída por Marcas da Paixão.
Foi reprisada pela terceira vez de 3 de maio de 2021 a 4 de março de 2022 em 211 capítulos, às 19h30, substituindo Vidas Cruzadas e sendo substituída por Os Dez Mandamentos.

## Música
Com um Antônio Maciel sorridente em sua capa, o CD com a trilha sonora da telenovela foi lançado contendo as seguintes canções:
Capa: Gabriel Braga Nunes
| N.º | Título                              | Cantor(a)                    | Duração |  |
| 1.  | "Ponteio"                           | Edu Lobo e Zizi Possi        | 03:00   |  |
| 2.  | "A Vida do Viajante"                | Chico Buarque e Dominguinhos | 04:11   |  |
| 3.  | "Love Me Tender"                    | Paulo Ricardo                | 03:17   |  |
| 4.  | "Besame Mucho"                      | Leila Pinheiro               | 04:44   |  |
| 5.  | "Você Não Me Ensinou a Te Esquecer" | Altemar Dutra Júnior         | 05:21   |  |
| 6.  | "Noites Cariocas"                   | A Cor do Som                 | 04:48   |  |
| 7.  | "Only You"                          | Luciana Mello                | 03:24   |  |
| 8.  | "Jailhouse Rock"                    | Jerry Adriani                | 02:44   |  |
| 9.  | "Chitãozinho e Xororó"              | Jair Rodrigues               | 03:54   |  |
| 10. | "Sertaneja"                         | Renato Teixeira              | 03:43   |  |
| 11. | "Nada Além"                         | Beth Carvalho                | 03:29   |  |
| 12. | "Pedacinhos do Céu"                 | César Camargo Mariano        | 04:03   |  |
| 13. | "Tutti-Frutti"                      | Leo Jaime                    | 02:03   |  |
| 14. | "Luna Rossa"                        | Mafalda Minnozzi             | 04:44   |  |
| 15. | "Sorri (Smile)""                    | Arranjo sinfônico e J. Neto  | 09:13   |  |

## Lançamento e repercussão

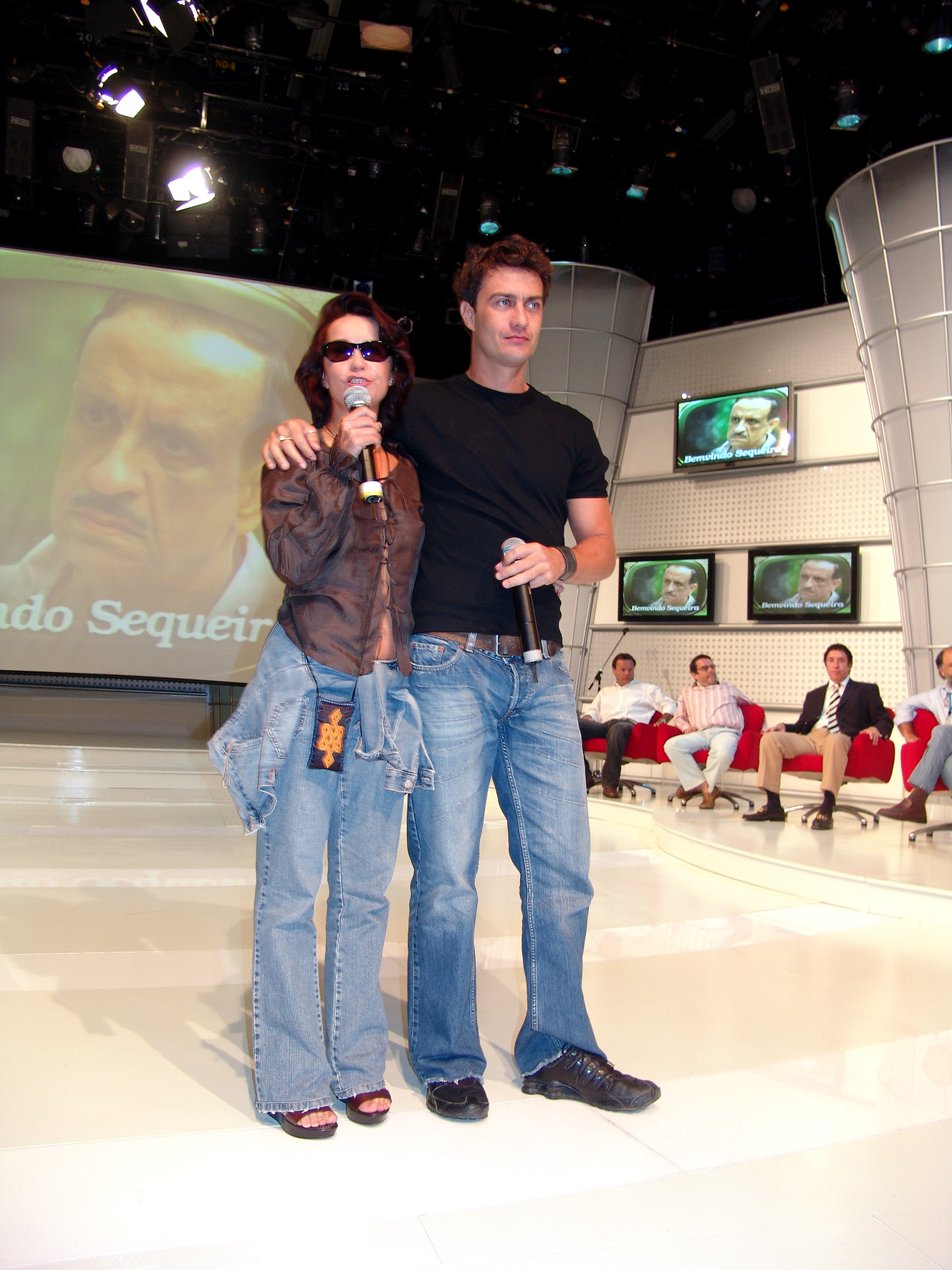
Lucélia Santos e Gabriel Braga Nunes durante o lançamento de Cidadão Brasileiro, em março de 2006.

A telenovela foi amplamente bem-recebida durante seus primeiros capítulos. Após a exibição do primeiro capítulo, o portal Terra analisou a estreia: 'Com uma direção segura, comandada por Flávio Colatrello, a novela conta com belas imagens rurais e não se detém em planos longos. Muito pelo contrário. Apesar de contar com cenas contemplativas das paisagens de cafezais, por exemplo, os cortes são feitos na hora certa e valorizam cada uma das tomadas. A direção de atores, por sua vez, também procura "imprimir" carga dramática na dose certa, sem arroubos interpretativos ou excessos. O elenco, aliás, não desafina e conta com atuações que prometem. É o caso de Lucélia Santos, na "pele" de Fausta, e de Paloma Duarte, como a jovem Luiza. O protagonista Gabriel Braga Nunes, apesar de não ser uma figura carismática, inicialmente consegue convencer como Antônio Maciel".
A jornalista Patrícia Kogut, quando da estreia, disse que a produção era "uma novela agradável, sem brilho algum", se em comparação com o que vinha sendo produzido. Julgando a estreia como "decepcionante", disse: "Foi algo parecido com muito do que já se viu na televisão, uma novela aparentada de antigos folhetins, sem o brilho da novidade ou o passo adiante da superprodução. (...) A Globo faz muito melhor, vide a estreia de Sinhá Moça, ontem também. Não se pode avaliar televisão dizendo que um produto é bom levando em conta a emissora que o produz. Seria mais interessante se a Record investisse na criação de uma linguagem própria. Não cairia na competição comparativa, porque estaria trilhando um caminho autoral. Gabriel Braga Nunes é um ótimo ator, mas carregou quase sozinho o capítulo". Em três oportunidades posteriores, entretanto, ela se manifestou bem mais favorável: em 2008, citou a telenovela como um exemplo de trabalho de qualidade na emissora, em 2009, ao avaliar de forma negativa Poder Paralelo, disse que Cidadão Brasileiro teria sido um trabalho "brilhante" de Lauro César Muniz, e, no ano seguinte, quando a Record anunciou que exibiria uma reprise de Os Mutantes - Caminhos do Coração, se mostrou insatisfeita com a decisão, expondo que Cidadão Brasileiro teria sido uma ótima produção.
Leila Reis, do jornal O Estado de S. Paulo, avaliou positivamente a estreia, atentando para o fato de que mostrava "como é grande o degrau entre a Globo e as outras". Apontando "a maquiagem pesada das mulheres" e a baixa "qualidade da imagem vista no vídeo" como alguns dos pontos decepcionantes da produção, a jornalista elogiou a qualidade da trilha sonora, do elenco e, em especial, o cenário: "As locações externas são boas, bem cuidadas, e a composição da época - cenários e figurinos - está até bem feitinha".

### Da audiência e da ausência de clichês
Entre 2006 e 2009, seis telenovelas estrearam no horário de 20h30, a partir de Cidadão Brasileiro. Em sua estreia, a telenovela de 2006 obteve 15 pontos na medição do IBOPE, tornando-se a segunda maior audiência registrada no horário durante o período. A estreia chegou a alcançar 23 pontos em partes de sua exibição. Os capítulos seguintes obteriam todos treze pontos naquela semana.
Durante sua exibição, a telenovela manteria uma média de doze pontos - o que, comentaria Marcelo Marthe da revista Veja, "não faz feio para quem bate de frente com a novela das 8 da Globo", mas estava abaixo da meta de manter a audiência de Prova de Amor no horário. Dentre as razões que teria prejudicado a audiência da produção estaria a ausência da maioria dos clichês do gênero: "detectaram-se falhas que dificultam a identificação da plateia com a história. Não há um núcleo infantil e faltam romances juvenis – os galãs são maduros ou estão envolvidos com figuras mais velhas, como é o caso dos personagens de Bruno Ferrari e Luiza Tomé. Para completar, embora a primeira fase da saga de época se passe numa região rural, não há animais em cena, apesar de bichos serem comprovadamente chamarizes de audiência".
O site Terra, por sua vez, comentaria: "[Cidadão Brasileiro] parece uma novela de antigamente. Não só pelos temas e a abordagem deles na trama, mas também pelo ritmo da produção. As cenas são longas, sem o frenesi típico das novelas globais. Essa falta de velocidade pode gerar desinteresse nas histórias, mas também convida a uma postura mais contemplativa diante da tevê. E talvez seja exatamente o fato de ser uma antítese da lógica global que tem ajudado o desempenho da novela no Ibope". O desempenho - 12 pontos frente ao 46 registrados por Belíssima no horário - também era visto de forma relativa, em razão da ausência de clichês: "apesar de misturar elementos tradicionais, como romance, intrigas e traições, a novela não tem nenhum núcleo infantil e nem histórias de amor entre adolescentes. E a Record pode realmente se dar ao luxo de deixar de fora nacos de audiência, como jovens e crianças - coisa impensável para a Globo. Como não tem aqueles famigerados trilhos de audiência da Globo, Cidadão Brasileiro tem um pouco mais de liberdade para correr alguns riscos e buscar uma fatia mais específica do público".

### Da sexualização dos personagens
| “ | Houve também uma surpresa em "Cidadão brasileiro": Celso (Leonardo Brício) sai da prisão e diz ao pai, Nestor (Gracindo Júnior), e ao irmão Emílio (Rubens Caribé) que quer "comer uma mulher". Até onde se saiba, é uma linguagem pouco comum ao público de novelas. | ” |

Pouco após a estreia, em março de 2006, a jornalista Amelia Gonzalez, já apontava como caricatural em alguns momentos a interpretação da atriz Carla Regina, que buscava "forçar a imagem de jovem sedutora e ingênua". Da mesma forma, viu como incomum a cena que introduziu o personagem Celso. O diálogo entre o ex-presidiário e sua família também seria visto como malicioso e surpreendente pela revista Istoé Gente.

Ele a aperta junto ao seu corpo. Os dois voltam a dançar, vagarosamente, saindo da penumbra. 

Luiza (Paloma Duarte): [sussurra] Ui... Que é isso?! 
Antônio (Gabriel Braga Nunes): A natureza... 
Luiza: Natureza... [ri] 
Antônio: Foi generosa comigo...

Posteriormente, ficaria implícito num diálogo entre Antonio e Luiza que ele teria um pênis avantajado. O diálogo, por seu teor, receberia considerável atenção pela mídia. Em resposta, especificamente quanto ao diálogo, Muniz se defenderia dizendo: "Não há duplo sentido, mas um cuidado para evitar frases grosseiras. Muitas vezes quero me expressar sobre sexo e assuntos delicados para o horário em que a novela vai ao ar". A constante presença de diálogos erotizados seria destacada, em especial, por reportagens tanto do jornal Folha de S.Paulo quanto das revistas Istoé Gente e Veja.
Nos primeiros capítulos, além de Luiza, Antonio se envolveria tanto com Fausta (que "arrasta" Antonio para a cama no primeiro capítulo, antes de roubá-lo) e Carolina (que, numa determinada cena, chega a "presentear" o protagonista com a calcinha que estava usando), e a presença cada vez mais comum de cenas erotizadas chamaria a atenção, especialmente, por ser a Record uma emissora de televisão ligada à Igreja Universal do Reino de Deus - "Luiza e Antônio não são nem namorados oficiais. E sexo, numa relação assim, é proibido pelos evangélicos da Universal (como de resto pelos católicos)", diria uma repórter da Folha - e por ser um retrato consideravelmente distinto do que ocorreria em Prova de Amor, onde não havia erotismo, com os casais protagonistas apenas se beijando ou abraçando em situações românticas. Ao passo de Tiago Santiago, autor de Prova de Amor, defendia que sua experiência lhe apontava "o que pode ou não neste no horário", razão pela qual tinha "uma atenção constante" com o que era exibido, buscando produzir uma telenovela que toda a família pudesse ver, Muniz se defenderia dizendo que possuía completa liberdade para escrever a trama, e ainda, que "a sensualidade latente" seria "uma marca" do trabalho.

### Dos temas abordados
| “ | Não é o caminho fácil de Prova de Amor. Mas, se der certo, a vitória terá sabor mais autêntico. | ” |

Taíssa Stivanin, do jornal O Estado de S. Paulo, comentou que a telenovela "mostrou que o investimento feito na área da teledramaturgia [pela Rede Record] coloca a emissora próxima do nível da Globo. Tão perto que está passando de aprendiz a concorrente, daqueles que incomodam, roubam audiência", e, apesar de apontar falhas na iluminação e na edição das cenas, que apresentavam cortes bruscos, havia "sofisticação, o que faz lembrar as boas minisséries da Globo", concluindo: "Ainda é cedo para concluir sobre o desempenho da novela, mas ela estreou com histórias e conflitos bem amarrados pelo autor Lauro César Muniz. Sincronismo difícil de se ver".
A maior parte dos elogios iria para o personagem Antonio. Stivanin o apontaria como "um personagem e tanto. Ao estilo de Muniz, um protagonista-antagonista, que age entre o certo e o errado". Pelo jornal Folha de S.Paulo, Antonio foi apontado como um personagem "ousado" por mostrar-se "distante do clichê do mocinho", na visão da jornalista Laura Mattos. Nelson de Sá, colunista do jornal, foi mencionado por Mattos, como dizendo que Antonio "seria um Roberto Jefferson", pois "ameaça denunciar a corrupção, mas envolve-se nela". Bia Abramo apontou que a história era muito ambiciosa - e isso talvez pudesse levá-la ao fracasso, por um esgotamento do modelo - "a possibilidade de a novela oferecer um espaço imaginário de construção da identidade nacional talvez tenha se estreitado, se estiolado e, por fim, sido transferida para as minisséries paradidáticas", disse. Apesar dessa ressalva, avaliou positivamente Antonio: "O herói, ambíguo como convém nos dias de hoje, é talhado para representar o sujeito na luta pela ascensão social em um país refratário a qualquer projeto de construção que dure tempo o suficiente para se realizar".
Após o término da produção, Dirceu Alves Jr., em crítica publicada pela revista Istoé Gente, disse que a produção era uma obra "ambiciosa" e "arrojada" e que "um ótimo elenco, um roteiro cheio de intertextualidade do grande Lauro César Muniz e o investimento da Record para se firmar na teledramaturgia conspiravam para fazer de Cidadão Brasileiro uma novela marcante" - o que teria encontrado reflexo nos episódios da primeira fase. Os episódios da segunda fase, na sua opinião, apresentavam um "enfoque realista da ditadura", mas não mais apresentavam o protagonista envolvido numa trama instigante.
Simone Mousse, do jornal O Globo, por sua vez, comentaria que "Cidadão Brasileiro busca fazer, através de seus personagens, um balanço histórico do país". Em sentido simular, Marcelo Marthe, da revista Veja, via nos personagens "uma alegoria dos dilemas nacionais".